# Switzer
Switzer és una concentració de població designada pel cens dels Estats Units a l'estat de Virgínia de l'Oest. Segons el cens del 2000 tenia 1.138 habitants.

## Demografia
Segons el cens del 2000, Switzer tenia 1.138 habitants, 466 habitatges, i 322 famílies. La densitat de població era de 45,7 habitants per km².
Dels 466 habitatges en un 31,1% hi vivien nens de menys de 18 anys, en un 48,9% hi vivien parelles casades, en un 17,8% dones solteres, i en un 30,9% no eren unitats familiars. En el 27,3% dels habitatges hi vivien persones soles el 13,3% de les quals corresponia a persones de 65 anys o més que vivien soles. El nombre mitjà de persones vivint en cada habitatge era de 2,44 i el nombre mitjà de persones que vivien en cada família era de 2,96.
Per edats la població es repartia de la següent manera: un 24% tenia menys de 18 anys, un 10,5% entre 18 i 24, un 27,2% entre 25 i 44, un 24,2% de 45 a 60 i un 14,1% 65 anys o més.
L'edat mediana era de 38 anys. Per cada 100 dones de 18 o més anys hi havia 78,7 homes.
La renda mediana per habitatge era de 21.806 $ i la renda mediana per família de 30.341 $. Els homes tenien una renda mediana de 33.125 $ mentre que les dones 22.054 $. La renda per capita de la població era de 13.410 $. Entorn del 17,4% de les famílies i el 23,3% de la població estaven per davall del llindar de pobresa.

## Poblacions més properes
El següent diagrama mostra les poblacions més properes.